# Skjern-stenene
Skjern-stenene er to runesten, som nu står ved Skjern Kirke i Midtjylland.

## Skjern 1
Skjern 1 er et brudstykke, der blev fundet i kirkens fundament i 1830'erne.

### Indskrift
| Translitteration | ... usbiaur... \| ... \| ...ur : si(n) \| ... harals : h...       |
| Transskription   | ... Āsbior[n] ... ... [brōð]ur(?)/[fað]ur(?) sinn ... Haralds ... |
| Oversættelse     | ... Osbjørn (?) ... sin broder?/fader? ... Haralds...             |

## Skjern 2
Skjern 2 blev fundet i 1843 i fundamentet til en trappe i ruinen af Skjern Slot, som ligger i Skjern Enge i Nørreådalen. Stenen er i hel tilstand. Den har indskrift på to sider og har desuden en indhugget maske, som gør stenen til en af de fineste runesten i Danmark. 

### Indskrift
| Translitteration | Side A sąskiriþr : risþi : stin : finulfs : tutiR : at : uþinkaur : usbiarnaR : sun : þąh : tura : uk : hin : turutin : fasta : Side B siþi : sa : mąnr : is    |
| Transskription   | Sāsgærðr rēsþi stēn, Finnulfs dōttiR, at Ōðinkaur ĀsbiarnaR sun, þann dȳra ok hinn drōttinfasta. Sīði sā mannr es þǿsi kumbl of briūti.                         |
| Oversættelse     | Sasgerd, Finulvs datter, rejste stenen efter Odinkar, Osbjørns (?) søn, den 'dyre' og hin drottro. En sejdkarl (skal) den mand (være), som bryder disse kumler. |

Skjern 2 kan på grund af masken, som er i typisk Mammenstil, dateres til sent i Vikingetiden (formentlig 970 – 1020). Da teksten på begge sten indeholder navnet Osbjørn, formoder man, at Skjern 1 er samtidig med Skjern 2.
Stenene er nu anbragt ved Skjern kirkes sydmur lige ved våbenhuset. For at undgå at de vælter, er de blevet indfattet i stålrørsstativer.
56°27′18.31″N 9°45′9.41″Ø / 56.4550861°N 9.7526139°Ø